# 詹滿容
詹滿容（1956年6月9日—），中華民國政治人物、政治經濟學學者，畢業於政大外交系、美國坎特大學碩士、美國波士頓大學博士，現任政大企管系兼任副教授、政大臺灣安全研究中心副主任，曾任中國國民黨第八屆立法委員、国安会谘委、台經院國際事務處長、台經院亞太經合研究中心執行長、亞太經合會企業諮委會幕僚長、中華台北APEC研究中心執行長。
2010年後開始進入媒體領域評論經濟議題。
曾參與2012年中華民國立法委員選舉的全國不分區及僑居國外國民立法委員選舉，排名國民黨不分區第18名，不過最後只被分配到16席，未能當選立委。
2015年7月，遞補中華民國第8屆國民黨不分區立法委員席次。
2016年1月31日，卸任只當了半年的立委，重返學界。

## 選舉紀錄
| 年度 | 選舉屆數           | 選舉區                                 | 所屬政黨   | 得票數    | 得票率 | 當選標記 | 備註              |
| ---- | ------------------ | -------------------------------------- | ---------- | --------- | ------ | -------- | ----------------- |
| 2012 | 第八屆立法委員選舉 | 全國不分區及僑居國外國民立法委員選舉區 | 中國國民黨 | 5,863,279 | 44.55% |          | 排名第16 遞補當選 |

## 著作
- 2006 APEC重要議題研究: 亞太區域合作的未來與我國參與 (ISBN 978-986-83044-3-7)
- 2007 Globalization and Challenges to Business, Governments and International Organizations
- 2007 我國區域經貿合作策略的挑戰
- 2007 兩岸參與區域國際組織的現況與契機